# Los Paredones (Nayarit)
Los Paredones es una localidad del municipio de Santiago Ixcuintla, Nayarit; México.
Su localización geográfica es: 21º52'18" N y 105º12'29" W; su altitud es de 30 m s. n. m.
El censo de 2000, registró una población de 563 habitantes.
Es un anexo del Ejido de Santiago Ixcuintla, gran productor de tabaco, sorgo y frijol negro jamapa.
La agricultura se encuentra altamente mecanizada, su desarrollo se debe a la canalización de las aguas del Río Santiago.
Prevalece la migración temporal de trabajadores agrícolas a la región.
La localidad carece de algunos servicios básicos, tales como: drenaje y centro de salud, en su lugar existe una casa de salud que mantiene lo indispensable para la atención oportuna.
En términos de educación, cuenta con escuela preprimaria y primaria rural.
Se ubica a solo 7 km de la cabecera municipal Santiago Ixcuintla, por una terracería que se mantiene en buen estado.
Es una de las localidades más pobres del municipio de Santiago Ixcuintla.
- Datos: Q5980145

1. ↑  Catálogo de Claves de Entidades Federativas y Municipios.
2. ↑  Catálogo de claves de localidades (formato XLS comprimido).